# 청양 윤남석 가옥
청양 윤남석 가옥(靑陽 尹男石 家屋)은 대한민국 충청남도 청양군 장평면 미당리에 있는 조선시대의 가옥이다. 2002년 8월 10일 충청남도의 민속문화재 제18호로 지정되었다.

## 개요
청양 윤남석 가옥은 안채·사랑채(큰 사랑채)·별채(작은 사랑채)·행랑채·곳간 등으로 구성된 조선 후기에서 1900년 초에 건축된 고택이다.
그 중 정면 5칸·측면 3칸에 전면으로 한칸 덧달아 낸 사랑채(큰사랑채)는 윤남석의 고조부가 지었다. 그리고 정면 9칸·측면 3칸의 안채와 정면 5칸·측면 3칸에 4면으로 반칸씩의 퇴를 돌린 별채(작은 사랑채)는 윤남석의 부친인 윤갑선이 1937년에 지은 것으로 알려지고 있다. 특히 2층으로 건립한 별채는 우리나라 전통양식과 일본식이 절충된 건축기법을 보여주는 특이한 건물이다.
또한 이 가옥은 1900년대 초 이 지역을 방문했던 많은 명사들이 머물렀다 간 청양지역의 명소일 뿐만 아니라, 은산별신제 행사때 사용하는 꽃가마 등을 사랑채에서 제작하기도 했다는 유서 깊은 고택이다.
일제시대 한옥기법과 일본식 건축기법이 어우러진 호서지방의 부농가 주택으로서 시대적인 특징과 기법을 잘 보여주고 있는 흔치 않은 형식의 가옥으로 가치가 있다.

## 참고 자료
- 청양 윤남석 가옥 - 국가유산청 국가유산포털